# Steinhof
Steinhof là một đô thị thuộc huyện hành chính Wasseramt, bang Soloturn, Thụy Sĩ. Đô thị này có diện tích 1,63 km2, dân số thời điểm tháng 12 năm 2009 là 142 người. Đây là một vùng đất nằm lọt trong bang Bern.